# Illats
Illats (Ilats en gascon) est une commune du Sud-Ouest de la France, située dans le département de la Gironde en région Nouvelle-Aquitaine.
Ses habitants sont appelés les Illadais.

## Géographie

### Localisation
Commune de l'aire d'attraction de Bordeaux située dans le vignoble des Graves en limite de la forêt des Landes, la commune se trouve, par la route, à 35 km au sud-est de Bordeaux, chef-lieu du département, à 15 km au nord-ouest de Langon, chef-lieu d'arrondissement, et à 7 km au sud de Podensac, ancien chef-lieu de canton.

### Communes limitrophes
Les communes limitrophes en sont Podensac au nord-nord-est, Cérons au nord-est, Barsac à l'est, Pujols-sur-Ciron au sud-est, Landiras au sud-ouest, Saint-Michel-de-Rieufret à l'ouest et Virelade au nord-ouest.
| Virelade                 | Podensac | Cérons           |
| Saint-Michel-de-Rieufret | Illats   | Barsac           |
| Landiras                 |          | Pujols-sur-Ciron |

### Géologie et relief
La superficie de la commune est de 2 924 hectares ; son altitude varie de 3  à   61 mètres.

### Hydrographie
La commune est arrosée par la Gargalle un affluent de la Garonne.

### Climat
Pour des articles plus généraux, voir Climat de la Nouvelle-Aquitaine et Climat de la Gironde.
Historiquement, la commune est exposée à un climat océanique aquitain.  
En 2020, Météo-France publie une typologie des climats de la France métropolitaine dans laquelle la commune est exposée à un climat océanique et est dans la région climatique  Aquitaine, Gascogne, caractérisée par une pluviométrie abondante au printemps, modérée en automne, un faible ensoleillement au printemps, un été chaud (19,5 °C), des vents faibles, des brouillards fréquents en automne et en hiver et des orages fréquents en été (15 à 20 jours).
Pour la période 1971-2000, la température annuelle moyenne est de 13 °C, avec une amplitude thermique annuelle de 14,6 °C. Le cumul annuel moyen de précipitations est de 894 mm, avec 12,1 jours de précipitations en janvier et 7,1 jours en juillet. Pour la période 1991-2020, la température moyenne annuelle observée sur la station météorologique la plus proche, située sur la commune de Sauternes à 8 km à vol d'oiseau, est de 13,9 °C et le cumul annuel moyen de précipitations est de 859,6 mm,. Pour l'avenir, les paramètres climatiques de la commune estimés pour 2050 selon différents scénarios d’émission de gaz à effet de serre sont consultables sur un site dédié publié par Météo-France en novembre 2022.

## Urbanisme

### Typologie
Au 1er janvier 2024, Illats est catégorisée commune rurale à habitat dispersé, selon la nouvelle grille communale de densité à sept niveaux définie par l'Insee en 2022.
Elle est située hors unité urbaine. Par ailleurs la commune fait partie de l'aire d'attraction de Bordeaux, dont elle est une commune de la couronne,. Cette aire, qui regroupe 275 communes, est catégorisée dans les aires de 700 000 habitants ou plus (hors Paris),.

### Occupation des sols

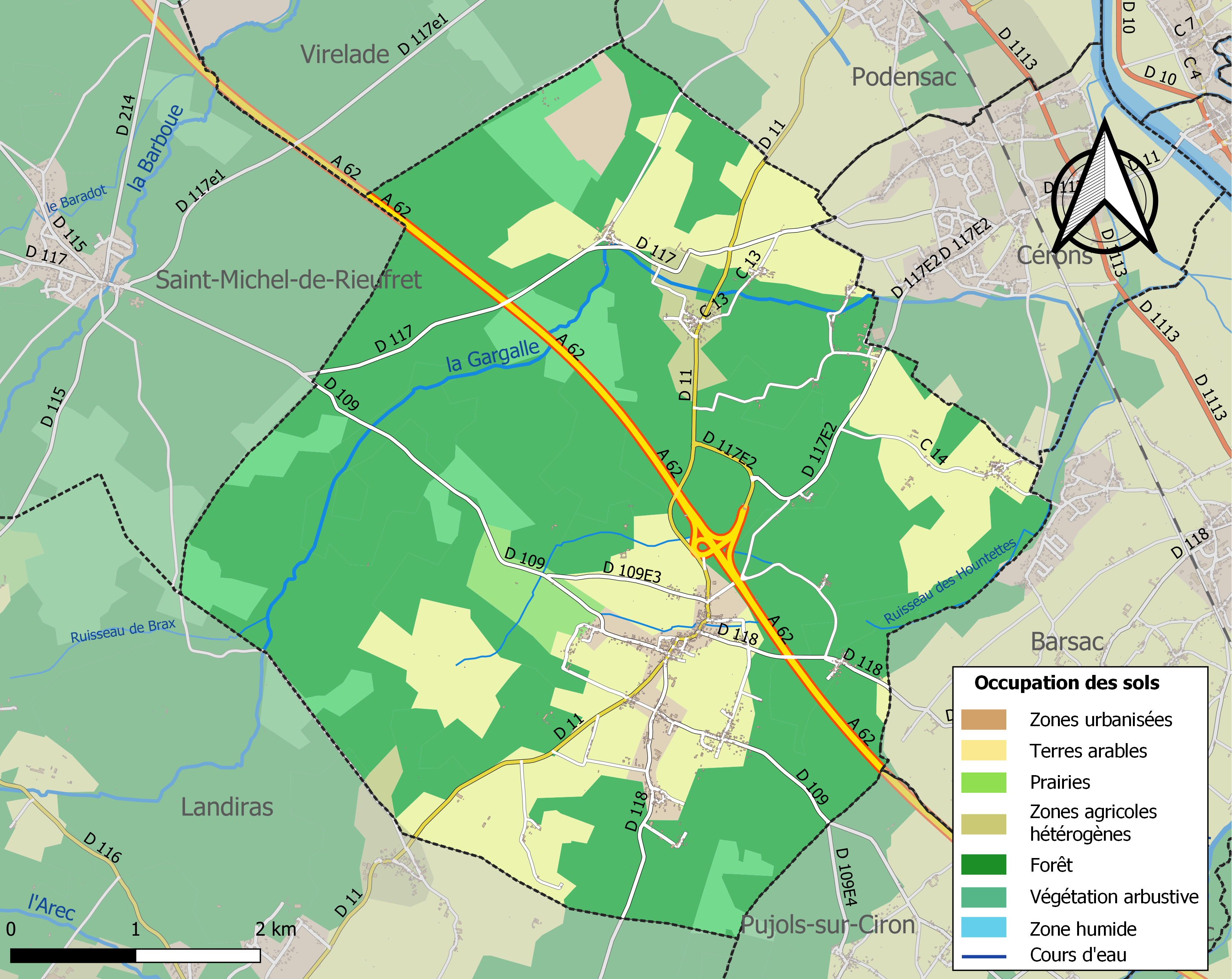
Carte des infrastructures et de l'occupation des sols de la commune en 2018 (CLC).

L'occupation des sols de la commune, telle qu'elle ressort de la base de données européenne d’occupation biophysique des sols Corine Land Cover (CLC), est marquée par l'importance des forêts et milieux semi-naturels (70,5 % en 2018), en diminution par rapport à 1990 (75,3 %). La répartition détaillée en 2018 est la suivante : 
forêts (63,4 %), cultures permanentes (21,7 %), milieux à végétation arbustive et/ou herbacée (7,1 %), zones urbanisées (2,2 %), prairies (1,7 %), zones agricoles hétérogènes (1,7 %), mines, décharges et chantiers (1,2 %), terres arables (0,9 %). L'évolution de l’occupation des sols de la commune et de ses infrastructures peut être observée sur les différentes représentations cartographiques du territoire : la carte de Cassini (XVIIIe siècle), la carte d'état-major (1820-1866) et les cartes ou photos aériennes de l'IGN pour la période actuelle (1950 à aujourd'hui).

### Voies de communication et transports
La principale voie de communication routière qui traverse le village est la route départementale D11 qui mène vers le nord à l'accès à l'autoroute A62 puis à Podensac et vers le sud à Landiras et au-delà à Saint-Symphorien au sud-ouest et à Villandraut au sud-est. La petite route départementale D125 qui commence au sud du village mène vers le sud-ouest à Guillos. La route départementale D109 traverse également le village et mène vers le nord-ouest à Saint-Michel-de-Rieufret et vers le sud-est à Pujols-sur-Ciron. Commençant au nord du village, la route départementale D118 permet de rejoindre Barsac vers l'est.

L'accès à l'autoroute A62 (Bordeaux-Toulouse) le plus proche est celui de  2 Podensac qui se trouve sur le territoire communal et est distant de 2,5 km du village vers le nord.

L'accès  1 Bazas à l'autoroute A65 (Langon-Pau) se situe à 26 km vers le sud-est.
La gare SNCF la plus proche est celle, distante de 5 km vers l'est, de Barsac sur la ligne Bordeaux-Sète du TER Nouvelle-Aquitaine. Celle de  Langon, offrant plus de trafic, se trouve à 14 km vers le sud-est.

### Risques majeurs
Le territoire de la commune d'Illats est vulnérable à différents aléas naturels : météorologiques (tempête, orage, neige, grand froid, canicule ou sécheresse), inondations, feux de forêts et séisme (sismicité très faible). Un site publié par le BRGM permet d'évaluer simplement et rapidement les risques d'un bien localisé soit par son adresse soit par le numéro de sa parcelle.
La commune a été reconnue en état de catastrophe naturelle au titre des dommages causés par les inondations et coulées de boue survenues en 1982, 1999, 2009 et 2020,.
Illats est exposée au risque de feu de forêt. Depuis le 20 avril 2016, les départements de la Gironde, des Landes et de Lot-et-Garonne disposent d’un règlement interdépartemental de protection de la forêt contre les incendies. Ce règlement vise à mieux prévenir les incendies de forêt, à faciliter les interventions des services et à limiter les conséquences, que ce soit par le débroussaillement, la limitation de l’apport du feu ou la réglementation des activités en forêt. Il définit en particulier cinq niveaux de vigilance croissants auxquels sont associés différentes mesures,.

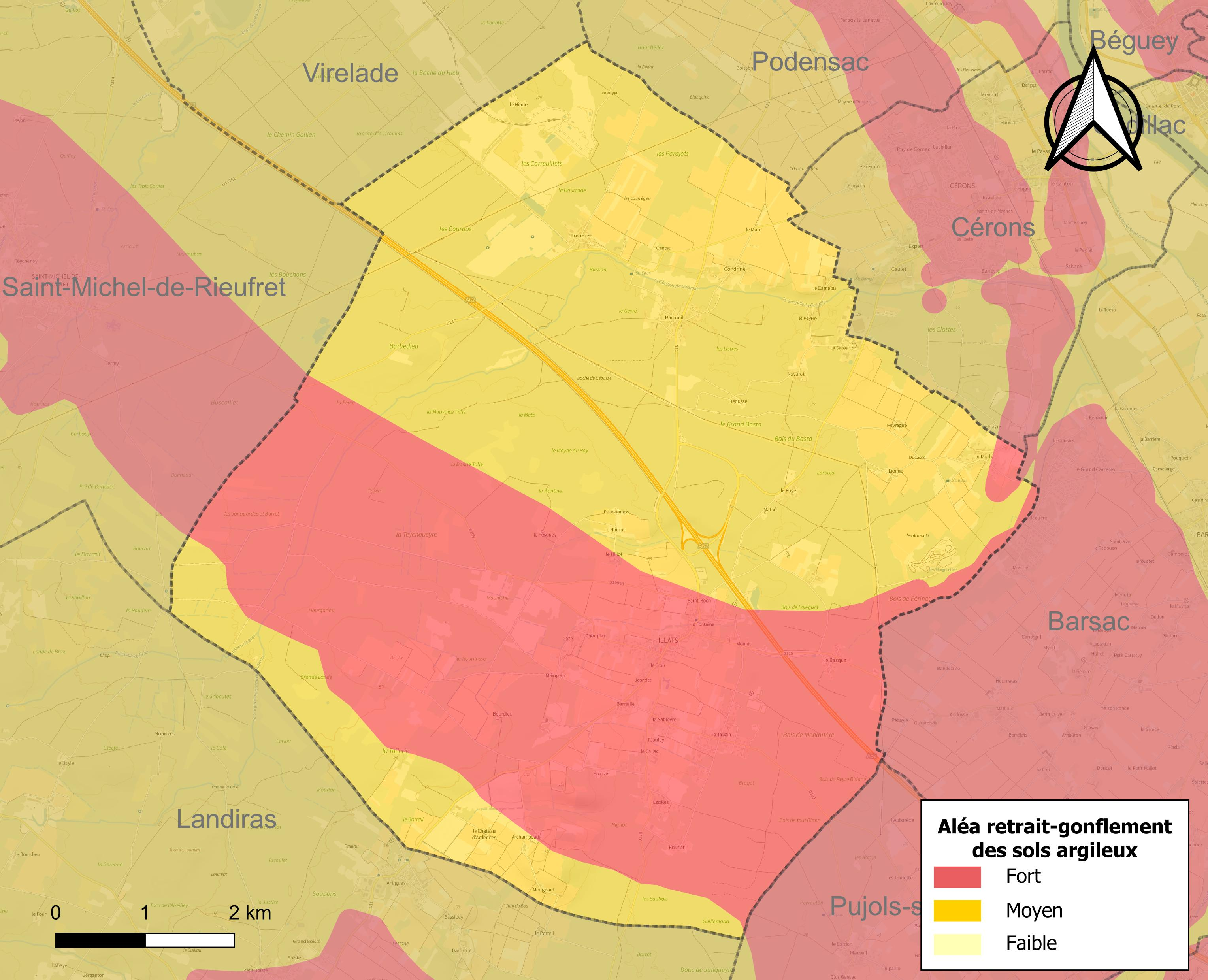
Carte des zones d'aléa retrait-gonflement des sols argileux d'Illats.

Le retrait-gonflement des sols argileux est susceptible d'engendrer des dommages importants aux bâtiments en cas d’alternance de périodes de sécheresse et de pluie. La totalité de la commune est en aléa moyen ou fort (67,4 % au niveau départemental et 48,5 % au niveau national). Sur les 644 bâtiments dénombrés sur la commune en 2019, 644 sont en aléa moyen ou fort, soit 100 %, à comparer aux 84 % au niveau départemental et 54 % au niveau national. Une cartographie de l'exposition du territoire national au retrait gonflement des sols argileux est disponible sur le site du BRGM,.
Par ailleurs, afin de mieux appréhender le risque d’affaissement de terrain, l'inventaire national des cavités souterraines permet de localiser celles situées sur la commune.
Concernant les mouvements de terrains, la commune a été reconnue en état de catastrophe naturelle au titre des dommages causés par la sécheresse en 2005 et par des mouvements de terrain en 1999.

## Histoire
Pour l'état de la commune au XVIIIe siècle, voir l'ouvrage de Jacques Baurein.
À la Révolution, la paroisse Saint-Laurent d'Illats, annexe de Saint-Vincent de Podensac, forme la commune d'Illats.

## Héraldique
| Armes | Les armes d'Illats se blasonnent ainsi : D'or à la façade de l'église du lieu d'azur sommée d'une croisette du même, ajourée et maçonnée de sable, ouverte du champ, accostée de deux pins maritimes au naturel, au chef de gueules chargé d'un gril d'argent et de sable, la poignée à senestre, accosté de deux grappes de raisin de pourpre. |

## Politique et administration
| Période                                  | Période     | Identité         | Étiquette            | Qualité |
| ---------------------------------------- | ----------- | ---------------- | -------------------- | --- |
| Les données manquantes sont à compléter. |             |                  |                      | |
|                                          |             |                  |                      | |
| ?                                        | 1977        | Louis Chassaigne |                      | |
| 1977                                     | avril 2021. | Philippe Dubourg | RPR puis UMP puis LR | Chirurgien-dentiste retraité Conseiller général du canton de Podensac (1982-2008) Député (1993-1997, 2002-2007) |
| avril 2021                               | En cours    | Patricia Peigney |                      | |

## Démographie
L'évolution du nombre d'habitants est connue à travers les recensements de la population effectués dans la commune depuis 1793. Pour les communes de moins de 10 000 habitants, une enquête de recensement portant sur toute la population est réalisée tous les cinq ans, les populations de référence des années intermédiaires étant quant à elles estimées par interpolation ou extrapolation. Pour la commune, le premier recensement exhaustif entrant dans le cadre du nouveau dispositif a été réalisé en 2004.

En 2022, la commune comptait 1 403 habitants, en évolution de −1,27 % par rapport à 2016 (Gironde : +6,91 %, France hors Mayotte : +2,11 %).
| 1793  | 1800  | 1806  | 1821  | 1831  | 1836  | 1841  | 1846  | 1851  |
| ----- | ----- | ----- | ----- | ----- | ----- | ----- | ----- | ----- |
| 1 460 | 1 397 | 1 430 | 1 605 | 1 597 | 1 629 | 1 609 | 1 664 | 1 710 |

| 1856  | 1861  | 1866  | 1872  | 1876  | 1881  | 1886  | 1891  | 1896  |
| ----- | ----- | ----- | ----- | ----- | ----- | ----- | ----- | ----- |
| 1 628 | 1 618 | 1 669 | 1 607 | 1 611 | 1 571 | 1 576 | 1 512 | 1 424 |

| 1901  | 1906  | 1911  | 1921  | 1926  | 1931  | 1936  | 1946 | 1954 |
| ----- | ----- | ----- | ----- | ----- | ----- | ----- | ---- | ---- |
| 1 387 | 1 335 | 1 284 | 1 110 | 1 146 | 1 110 | 1 080 | 929  | 973  |

| 1962 | 1968  | 1975  | 1982  | 1990  | 1999  | 2004  | 2006  | 2009  |
| ---- | ----- | ----- | ----- | ----- | ----- | ----- | ----- | ----- |
| 979  | 1 025 | 1 000 | 1 076 | 1 158 | 1 158 | 1 203 | 1 208 | 1 271 |

| 2014  | 2019  | 2022  | - | - | - | - | - | - |
| ----- | ----- | ----- | - | - | - | - | - | - |
| 1 386 | 1 377 | 1 403 | - | - | - | - | - | - |

## Lieux et monuments
- Située au centre du village, l’église Saint-Laurent, construite initialement aux XIIe et XIIIe siècles, augmentée  et remaniée aux XVe et XVIe siècles, présente une nef unique terminée par une abside en hémicycle voûtée en cul-de-four et deux petites chapelles latérales qui forment un embryon de transept. Elle a été classée monument historique en 1925 pour son portail et en totalité en 1986[31].
- Un lavoir, qui date du milieu du XIXe siècle, se trouve au lieu-dit La Fontaine. Le lavoir est inscrit[32] à l'I.G.P.C.

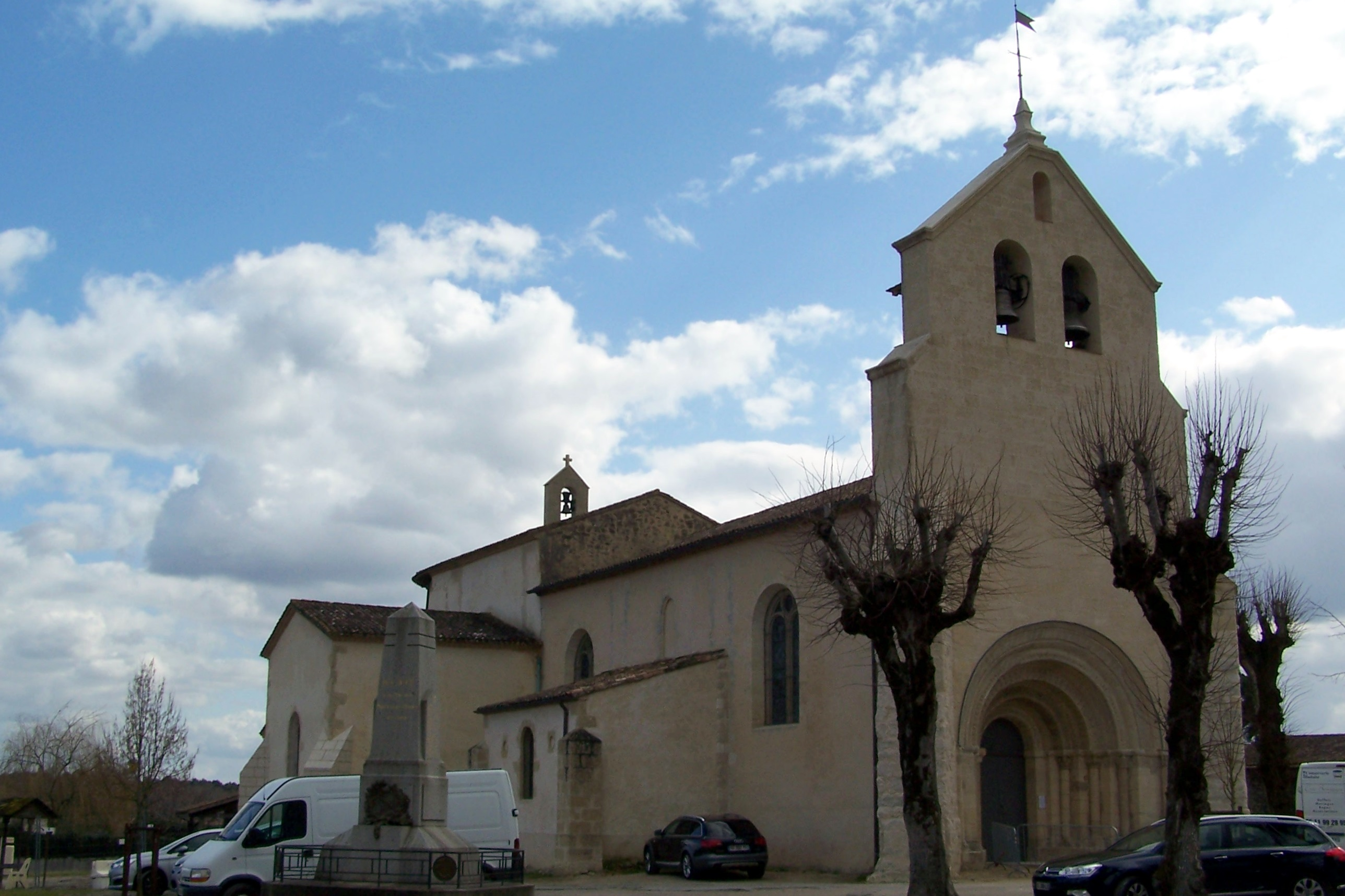
L'église Saint-Laurent (mars 2012)
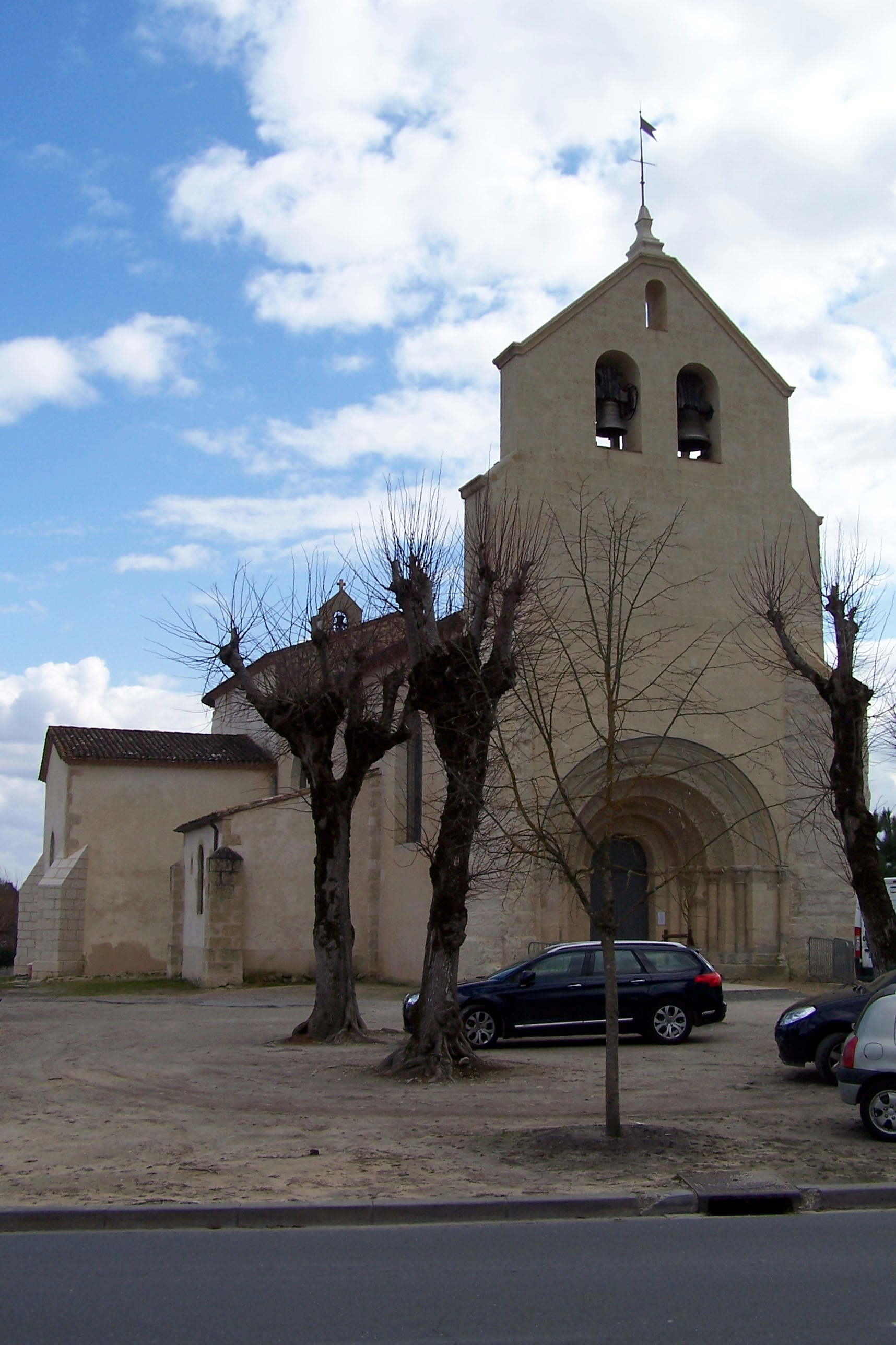
La façade ouest de l'église et son clocher-mur (mars 2012)
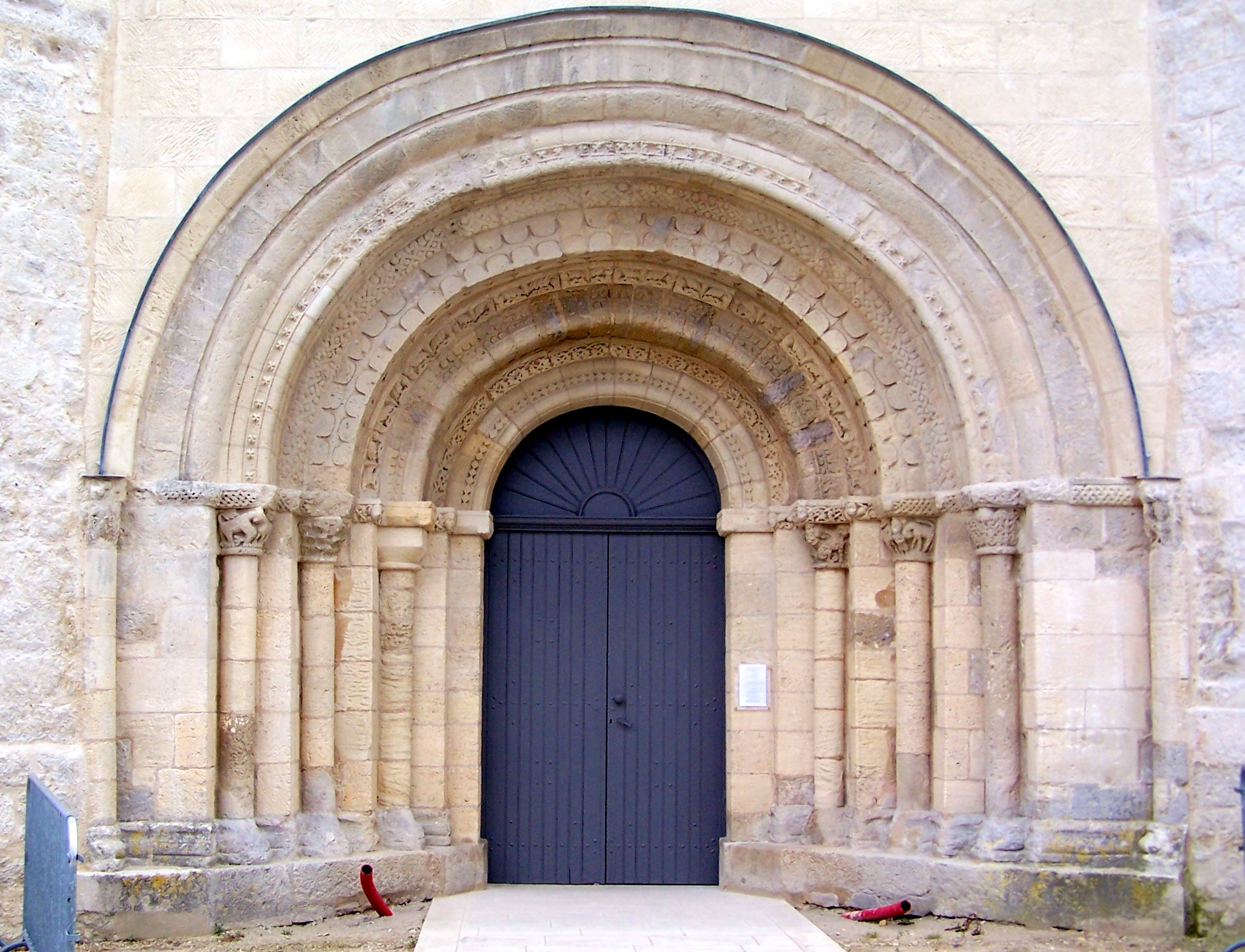
Le portail inscrit (mars 2012)
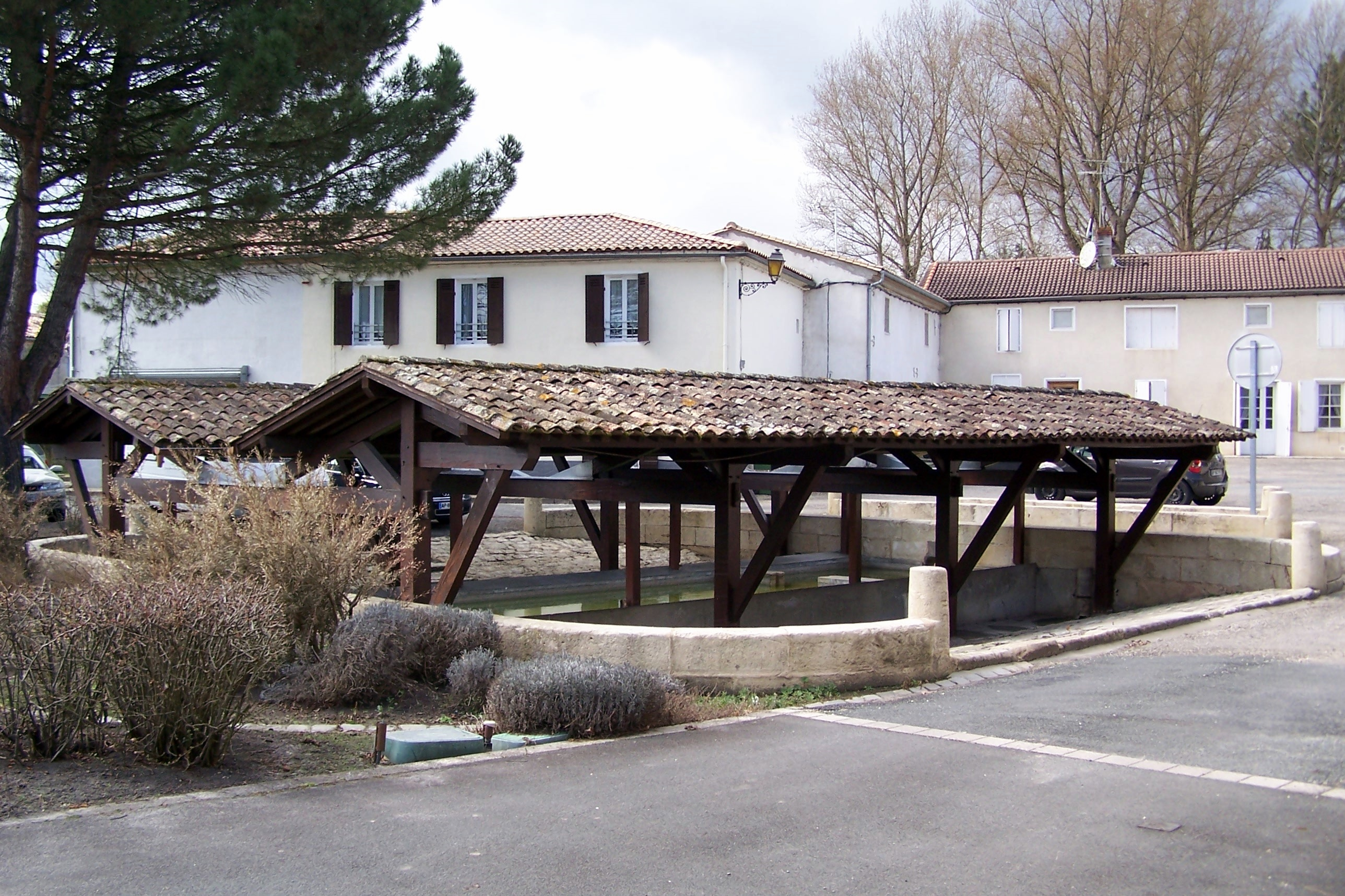
Lavoir à deux grands bacs (mars 2012)
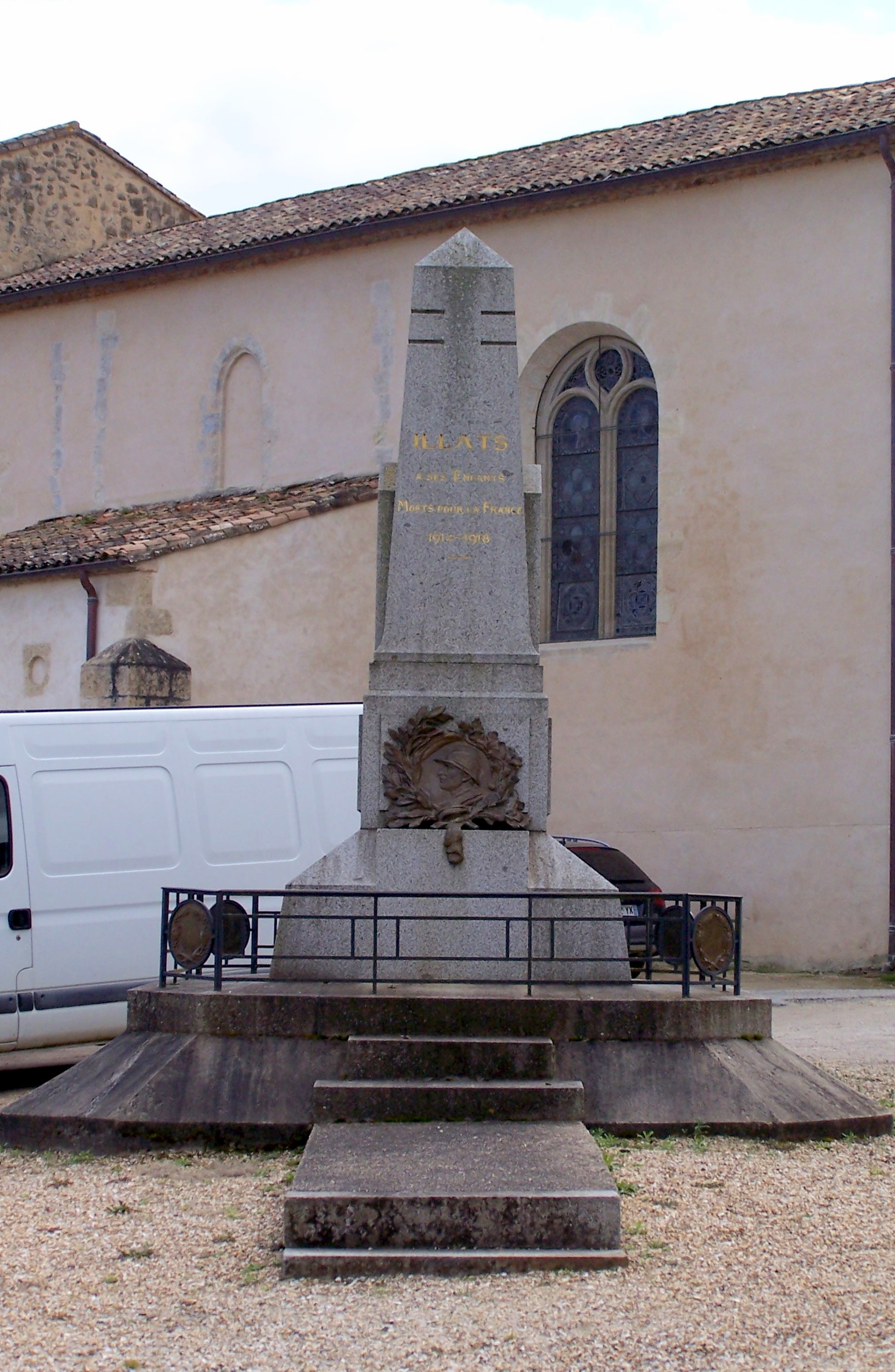
Le monument aux morts devant l'église (mars 2012)

## Illats autrefois

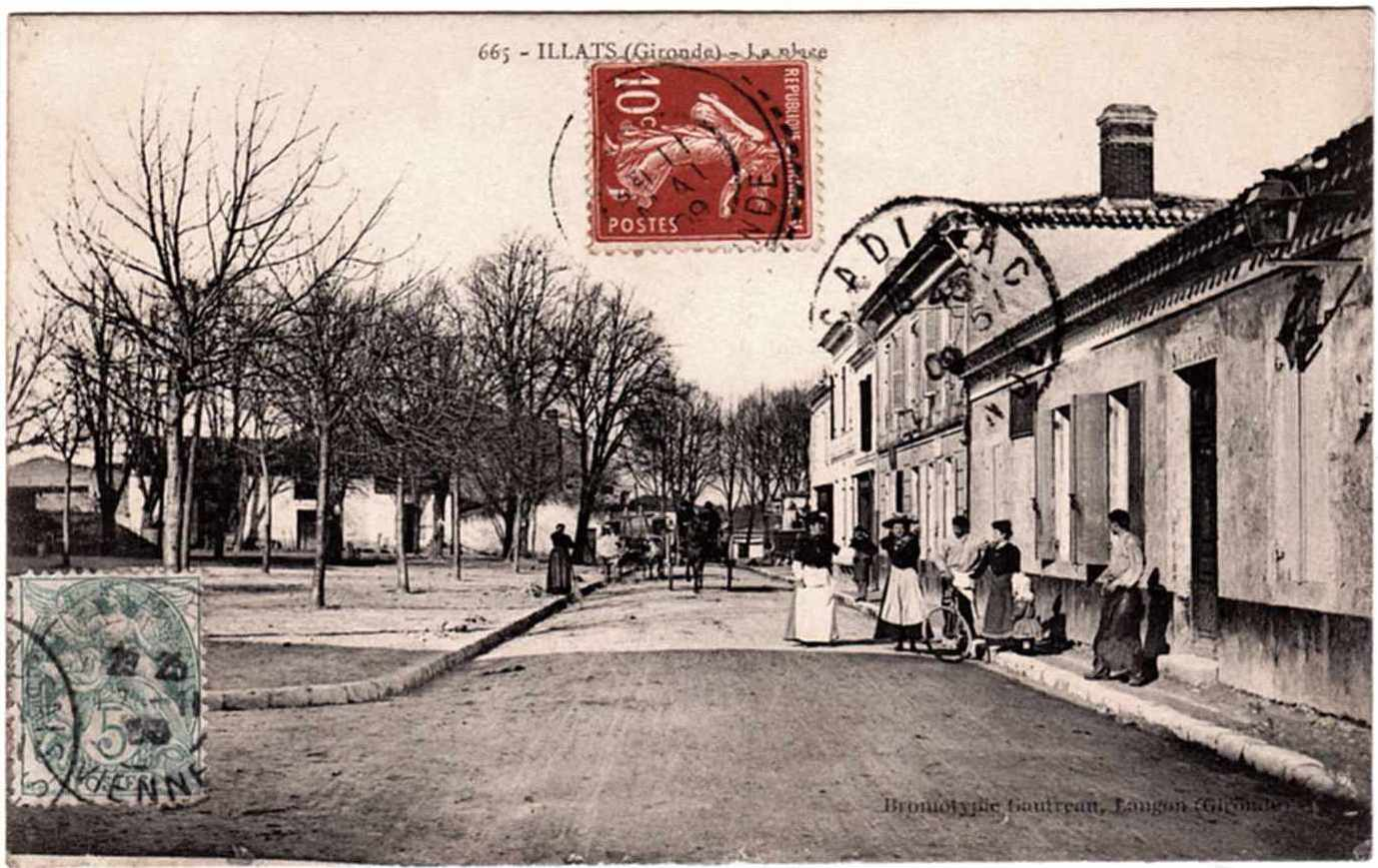
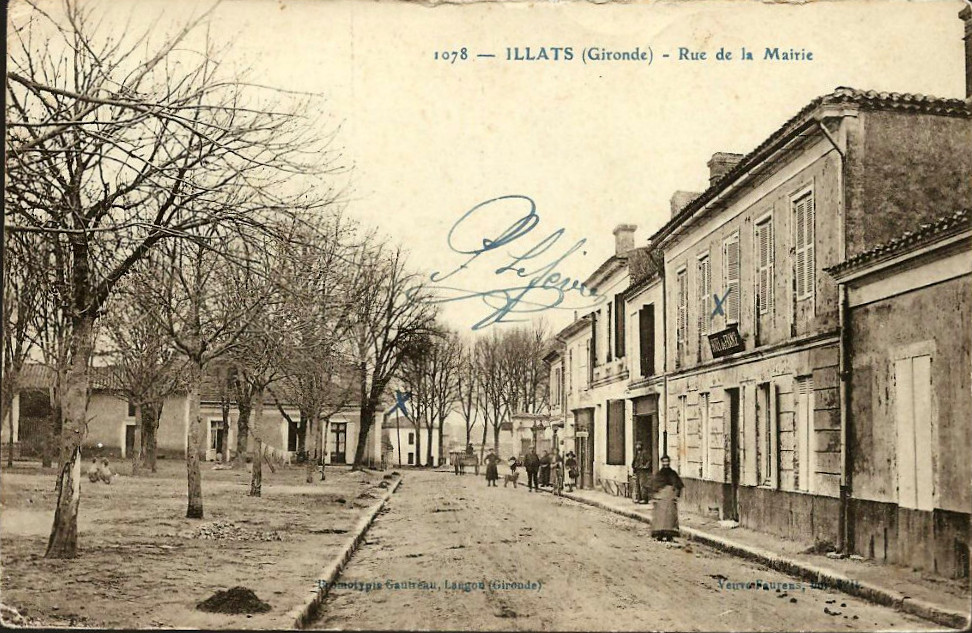
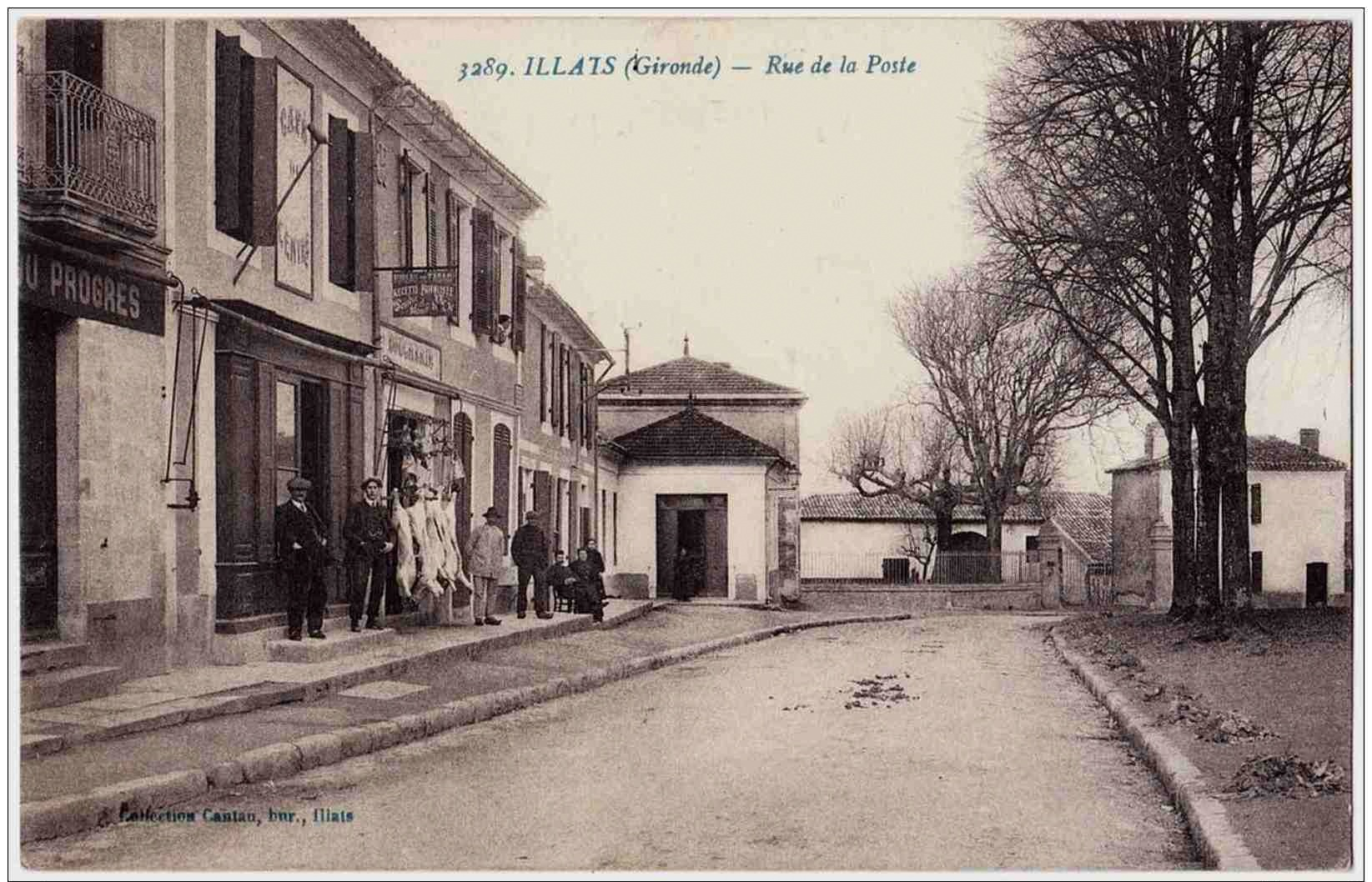
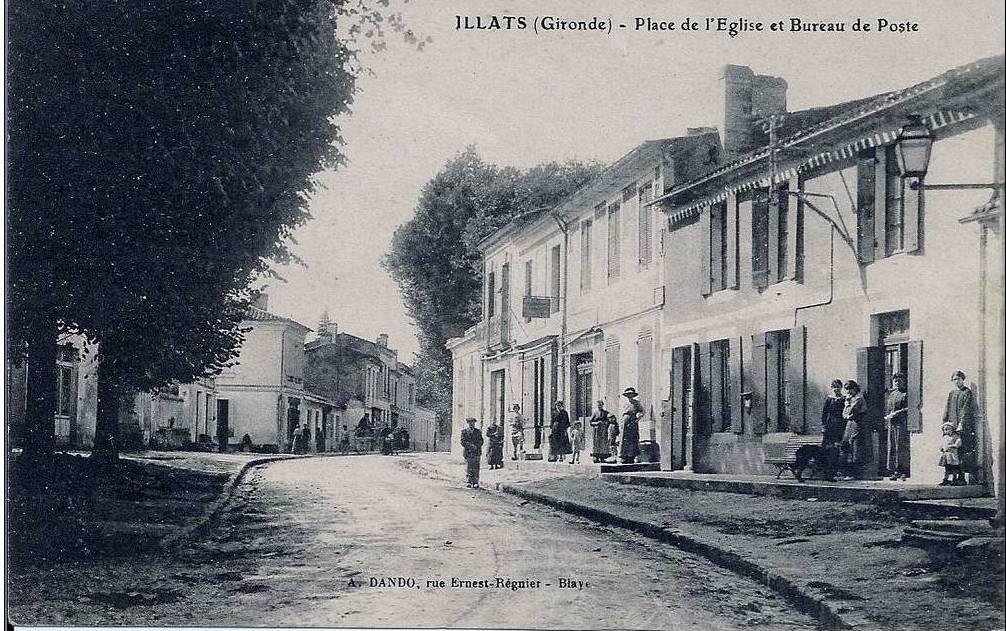
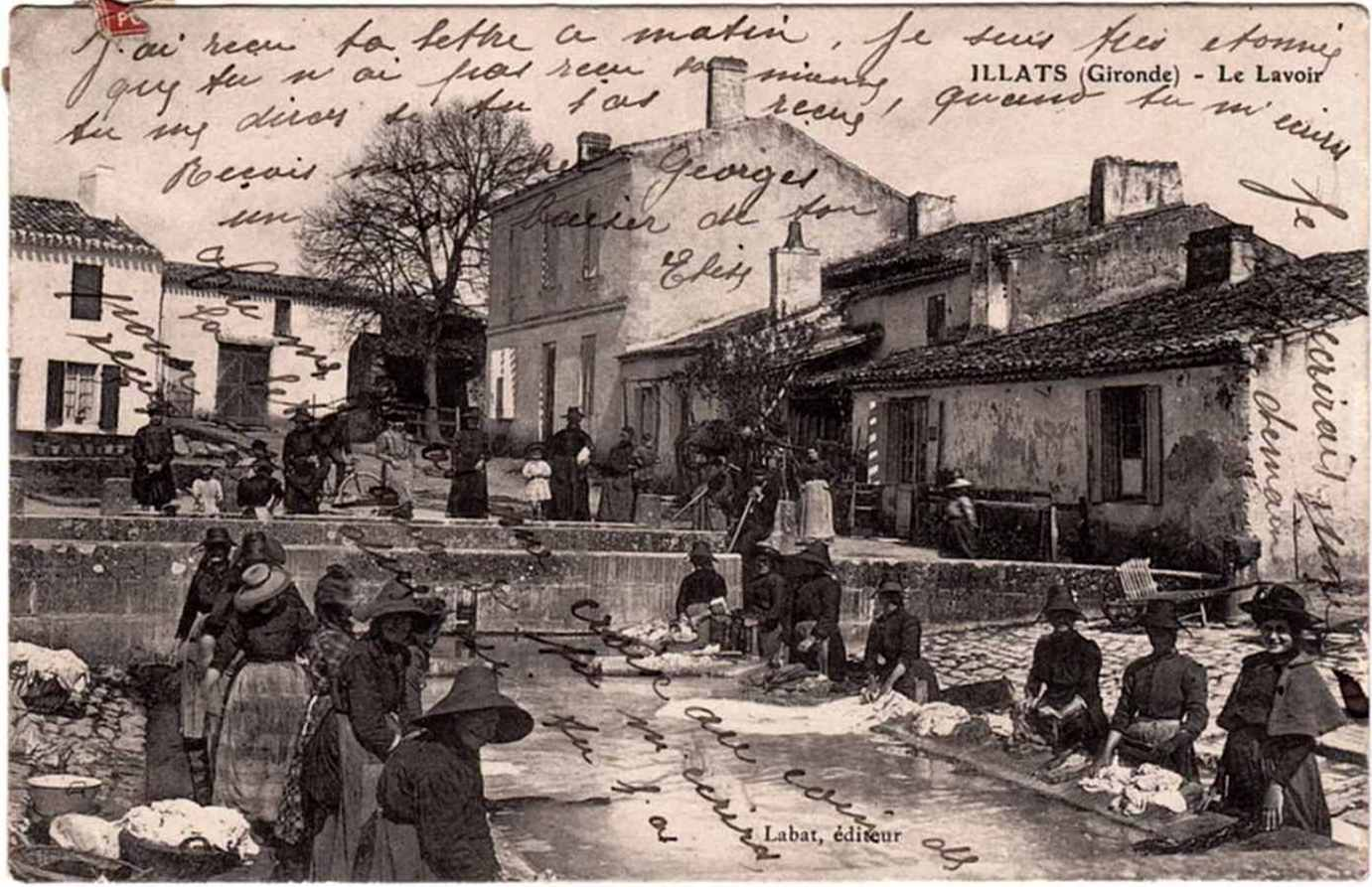
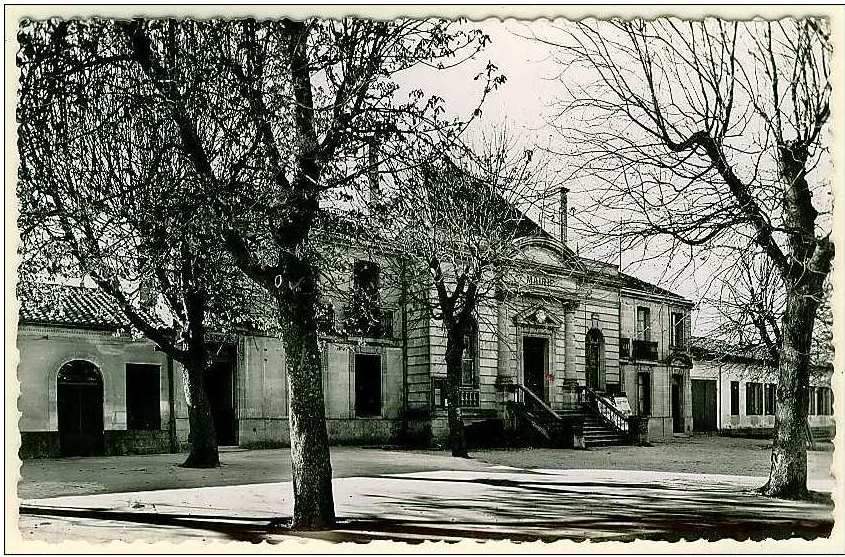
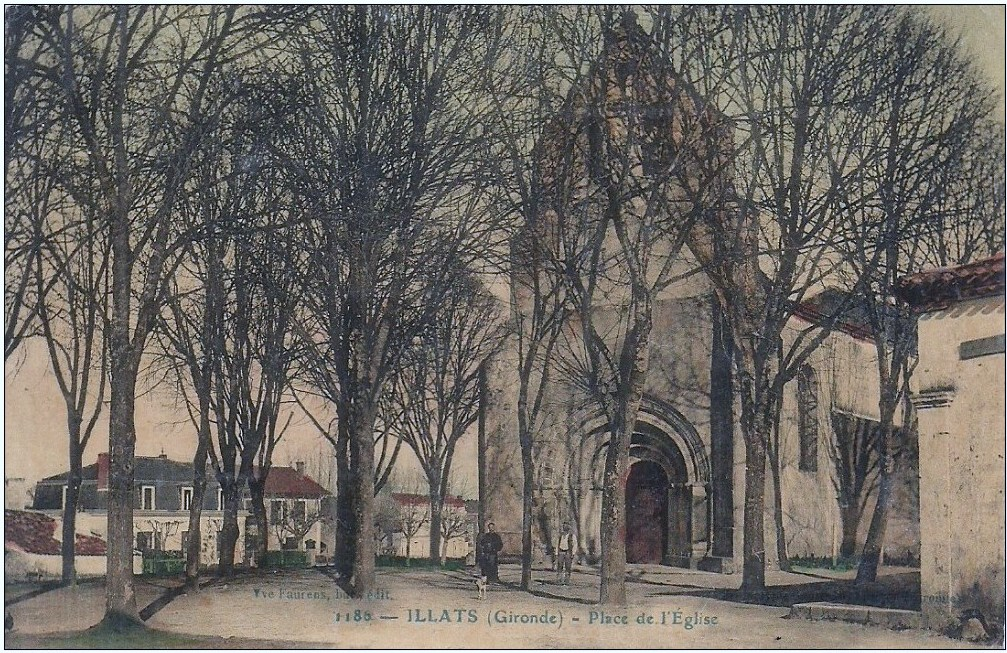